# Sergio Garrido
Sergio Ramón Garrido Quintero (Barinas, Venezuela; 2 de noviembre de 1967) es un político venezolano, fue gobernador de Barinas entre el 13 de enero de 2022 y el 9 de junio de 2025; llegó a la gobernación tras vencer en las elecciones regionales de 2022, con el apoyo de la Plataforma Unitaria. Luego, en las elecciones regionales del 25 de mayo de 2025, perdió ante el candidato del PSUV Adán Chávez. Anteriormente, ocupó brevemente el cargo de diputado al Consejo Legislativo de Barinas, y además fue concejal del municipio Barinas entre 2013 y 2018. Fue dirigente del partido Acción Democrática.

## Carrera política

### Inicios en la política

#### Miembro de Acción Democrática
Garrido inició en la política a los 16 años de la mano de Acción Democrática, en 1984, en la ciudad de Barinas. Durante su etapa como dirigente juvenil desempeñó diversos cargos, siendo secretario juvenil parroquial, municipal y regional; así como responsable de Educación Municipal del Buró Juvenil. Posteriormente, Garrido fungió de secretario político del Comité Ejecutivo Seccional, secretario de Organización Seccional, y luego, secretario general seccional–Barinas de Acción Democrática.
Cuando su partido gozaba de mayoría en el parlamento regional, Garrido ocupó el cargo de secretario de la extinta Asamblea Legislativa del Estado Barinas. Luego, asumió como subsecretario del nuevo Consejo Legislativo del estado.

### Concejal del Municipio Barinas (2013 - 2018)
En las elecciones municipales de 2013, Garrido fue electo concejal del municipio Barinas, entrando a la cámara municipal con la Mesa de la Unidad Democrática, representando la mayoría de los ediles.
|  | 48,19% |

|  | 45,49% |

|  | 06,26% |

En el período 2016–2017, fue electo presidente del Concejo Municipal de la capital barinesa, con 8 concejales a favor, y 1 concejal oficialista en contra. En agosto de 2021, fue nombrado como coordinador regional del Frente Amplio Venezuela Libre.

### Diputado al Consejo Legislativo de Barinas (2021 - 2022)
En las elecciones regionales de 2021, Garrido fue candidato a diputado al Consejo Legislativo de Barinas por voto lista, resultando electo al encontrarse de tercero en la lista regional de la Mesa de la Unidad Democrática, partido que fue el más votado con 103.809 votos (37,30 %), frente a la lista del PSUV (GPP), la cual obtuvo 103.693 votos (37,26 %).

### Gobernador del Estado Barinas (2022 - 2025)

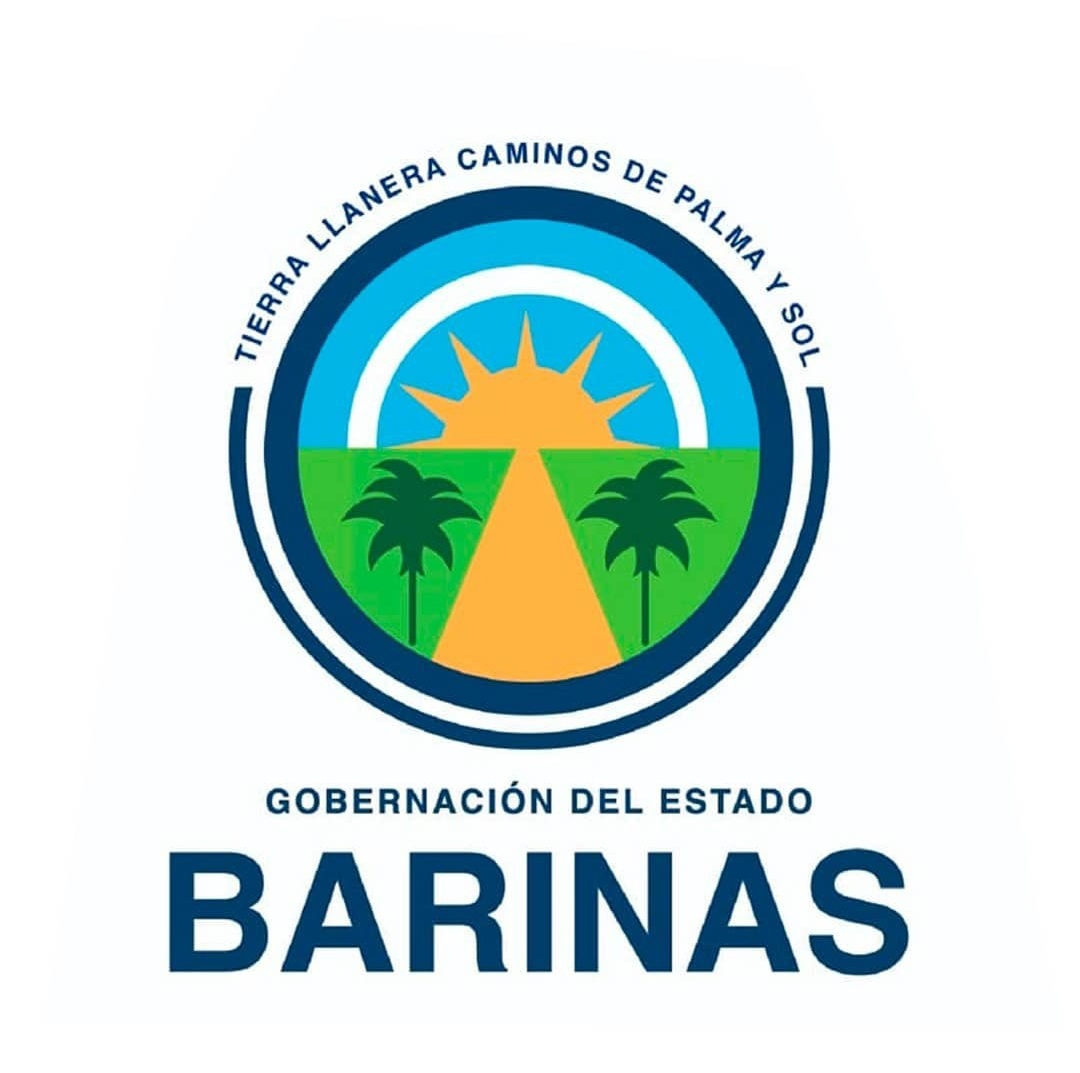
Logo de la Gobernación de Barinas durante su gestión.

Poco después de asumir como diputado al Consejo Legislativo, Garrido fue seleccionado el 6 de diciembre de 2021, por la Mesa de la Unidad Democrática (liderado por el entonces candidato a la gobernación, en las elecciones de 2021, Freddy Superlano), como candidato a la gobernación de Barinas para las elecciones especiales del 9 de enero de 2022, tras la inhabilitación de la candidata Aurora Silva. Garrido recibió el apoyo de 11 partidos políticos de la oposición, tanto miembros de la Plataforma Unitaria, como de la Alianza Democrática y no alineados.
En las elecciones, Garrido venció por amplia ventaja al obtener el 55,34 % de los votos, frente al 41,30 % del candidato oficialista, Jorge Arreaza, significando una victoria de 14 puntos de ventaja, según el boletín emitido por el Consejo Nacional Electoral.  Esta seria la primera vez, desde las elecciones de 1998, que alguien ajeno a la familia de Hugo Chávez gana la gobernación de Barinas. El 10 de enero de 2022, recibió de parte del Consejo Nacional Electoral la credencial física que lo proclama oficialmente como ganador de las elecciones.
|  | 55,34% |

|  | 41,30% |

|  | 03,36% |

El 13 de enero de 2022, Garrido asumió como gobernador de Barinas ante el Consejo Legislativo, dando inicio a la primera gestión opositora en el estado desde el inicio de la Revolución bolivariana. Posteriormente, se reuniría con Nicolás Maduro en el Palacio de Miraflores.
El 14 de enero de 2025, se reunió con la comisión de diálogo convocada por el presidente de la Asamblea Nacional, Jorge Rodríguez. Debido a esto, la Dirección Nacional de Acción Democrática decidió su expulsión del partido por unanimidad a finales del mismo mes, según anunció Henry Ramos Allup.
En las elecciones regionales de 2025, se postularía para la reelección, pero seria derrotado por el antiguo gobernador de Barinas y candidato del PSUV, Adán Chávez, el cual obtuvo 107.435 votos, equivalentes al 73,13 % del total de sufragios; mientras que Sergio Garrido, abanderado por el partido regional Fuerza Democrática Barinesa (FUDEBA), obtendría 29.724 votos (20,23 %).
|  | 73,13% |

|  | 20,23% |

|  | 06,64% |